# Cérémonie d'ouverture des Jeux paralympiques d'été de 2020
Pour un article plus général, voir Jeux paralympiques d'été de 2020.
La cérémonie d'ouverture des Jeux paralympiques d'été de 2020 a lieu le 24 août 2021 à 20 heures (heure locale UTC+9).